# Homolophus coreanum
Homolophus coreanum is een hooiwagen uit de familie echte hooiwagens (Phalangiidae).